# Med kærlig hilsen
Med kærlig hilsen er en dansk film fra 1971, instrueret og skrevet af Gabriel Axel.

## Medvirkende
- Buster Larsen
- Birte Tove
- Gabriel Axel
- Grethe Holmer
- Birgit Brüel
- Jørgen Kiil
- Lis Adelvard
- Bodil Miller
- Hanne Winther-Jørgensen
- Edward Fleming
- Benny Hansen
- Lily Broberg
- Eddie Karnil
- Lone Helmer
- Gotha Andersen
- Lizzie Corfixen
- Annie Birgit Garde
- Bent Christensen
- Otto Brandenburg